# آب‌انبار حاج آقا علی
مجموعه حاج آقا علی نزدیک مجموعه ابراهیم خان واقع شده و از آثار اواخر قرن سیزدهم هجری قمری می باشد که حاج آقا علی، مشهور به زعیم ا… تاجر رفسنجانی آن را ساخته‌است. این مجموعه مشتمل بر بازار، کاروانسرا، مسجد و آب‌انبار است.
آب‌انبار حاج آقا علی یکی از بزرگترین و معتبرترین آب‌انبارهای شهر کرمان محسوب می‌شود. این آب‌انبار، روبروی مسجد حاج آقاعلی واقع شده و دارای سردری بلند و بسیار زیبا، مزین به مقرنس و کاشی کاری می باشد و ایجاد دو ستون مدور مناره مانند در کنار آن به زیبایی بنا افزوده‌است. در بالای پله‌ها و بر بدنه آب‌انبار کتیبه ای وجود دارد که تاریخ بنا و نام بانی آن را نشان می دهد.